# Split (IRC)
Split – zerwanie komunikacji pomiędzy serwerami sieci IRC. Posiadają one te same kanały, lecz rozmowy na nich prowadzone nie są dalej przekazywane. Użytkownicy korzystający z rozłączonych serwerów wzajemnie się nie widzą. Po odzyskaniu połączenia może dochodzić do tzw. kolizji nazw kanałów i nicków.
W wypadku wystąpienia kolizji nicków po połączeniu serwerów, użytkownicy o identycznych nickach, jako niemożliwi do rozróżnienia, są wyrzucani z sieci IRC. Sytuacja taka bywa wykorzystywana do przejmowania kontroli nad kanałami. Od wersji 2.11 serwera ircd problem ten został rozwiązany przez zmianę sposobu identyfikacji użytkowników.
Problem kolizji kanałów jest różnie rozwiązywany w poszczególnych sieciach IRC.
Zjawisko to określa się także terminem "netsplit".

## Przykładowy przebieg splitu
```
* nick1 has quit (a.irc.net b.irc.net)
* nick2 has quit (a.irc.net b.irc.net)
* nick3 has quit (a.irc.net b.irc.net)
* nick4 has quit (a.irc.net b.irc.net)
* nick1 has joined #kanal
* nick2 has joined #kanal
* nick3 has joined #kanal
* nick4 has joined #kanal
```

Tekst komunikatów wejścia i wyjścia z kanału zależy od klienta IRC.